# Церковь Святого Андрея (Эль Сегундо)
Русская католическая церковь святого апостола Андрея (англ. Saint Andrew Russian Greek Catholic Church) — приходской храм Русской католической церкви византийского обряда, расположенный в городе Эль-Сегундо (штат Калифорния, побережье залива Санта-Моника). 
Относится к Русскому апостолату. 
Основан священником Михаилом Недоточиным для работы с русскими, проживающими в районе Лос-Анджелеса.

## История
Инициатива организации миссии среди русских молокан, переселившихся в 1930-е годы в Калифонию принадлежала католическому архиепископу Лос-Анджелеса Джону Кэнуэллу, который в 1935 году пригласил выпускника Руссикума священника Михаила Недоточина. Приблизительно 20 000 человек проживало в районе т. н. Русской горке.
Прибыв в 1935 году в Сан-Франциско, священник так оценивал местную диаспору:

Живут в Лос-Анджелесе американцы, ирландцы, мексиканцы, немцы, французы, поляки, русские, евреи, испанцы, японцы, китайцы и т. д.; все шумят, все сохраняют свои привычки и язык, издают свои газеты, имеют свои национальные церкви и т. д. Живут между собой довольно дружно — общая погоня за долларом их объединяет… Русские в Лос-Анджелесе: очень трудно, почти невозможно определить в цифрах число русских выходцев. Они разделяются на 2 колонии ничего общего между собою не имеющих и живущих совсем в разных концах города. Одна колония, чисто православная, это эмигранты после русской революции — их почти 3-4 тысячи и главный их центр Голливуд. Здесь книжный русский магазин, 2 церкви… Одна настоящая, специально построенная — церковка маленькая, но очень хорошенькая; служат в ней хорошо, хороший хор. Настоятель ее, митрофорный протоиерей Попов, сорок лет прослуживший в Америке, недавно погиб в автомобильной катастрофе. Его временно заменяет другой священник из Сан-Франциско. Другая домовая церковь очень малая и бедная, в ней мало народа и народ в ней главным образом реакционного направления; священник старичок и в обряде держится старых обычаев. Эта церковь Антониевская. В этой группе русских православных обеих церквей я имею много знакомых, и многие если мне и не сочувствуют, то мной заинтересованы… Большинство русских этой православной группы зарабатывают в Голливуде — некоторые живут не плохо, многие бедствуют….
27 сентября 1937 года храм, оборудованный в соответствии с традициями, с иконами, киотами, запрестольным крестом, лампадами, хоругвями — все русское, освящен монсеньором Кэнтуэлл

 в Лос-Анджелесе теперь официально открыт русский католический приход. В двухэтажном деревянном доме, предоставленном духовными властями для нужд русских католиков, устроена небольшая и красивая русская церковка, зал при ней для приходских собраний и квартира для священника.

…двухэтажный деревянный дом, выкрашенный в нежно кремовый цвет и на нем большой русский крест.
С 1939 года приход перешел в ведение иезуитов и был тесно связан с Русским центром Фордемского университета в Нью-Йорке.
В 1940-е годы двухэтажный дом, где размещалась церковь был переоборудован в полноценный храм, украшен прекрасным иконостасом в традиционном российском стиле, иконы были написаны Георгием Алексеевичем Ивановым (George Alexei Ivans), выпускником Имперской Академии художеств в Санкт-Петербурге.
В 1950-е годы сложился церковный хор, ставший одним из лучших российских хоровых коллективов в городе.
В 1954 году здание храма оказалось непосредственно на пути строительства новой автострады (Golden State Freeway), временные богослужения проводились в часовне (chapel of All Souls at Calvary Cemetery) на кладбище.
12 декабря 1957 года приход переехал в бывшую латинскую церковь Святого Антония в Эль Сегундо.
В 1966 году были закончены все работы по благоустройству и переоборудованию.
27 сентября 1970 года были освящены помещение кухни, приходской зал и первый из двух русских куполов-маковок.

## Духовенство
- Михаил Недоточин
- Иоанн Ридер (John Ryder) sj[4].
- Фионан Бранниган (Fionan Brannigan) sj
- Вилькок Феодор sj
- диакон Гавриил (Gabriel Seamore), рукоположен 17 июня 1979 года мелькитским архиепископом Иосифом (Joseph Raya).
- Лаврентий Доминик (Dominiak), работает в Российской редакции Радио Ватикана.
- Алексий Смит (Alexei Smith), рукоположен 28 июня 1987 года мелькитским архиепископом Иосифом (Joseph Elias Tawil).

## Прихожане
В 1950—1960-е годы фамилии прихожан были преимущественно славянские: Bonchonsky, Cervanak, Bodnar, Goorchenko, Engels, Kosmovich, Kuzmlak, Kozenko, Rydelek, Rousseve, Sabol, Romanovsky, Liuvin, Welgoss, Zayakosky.
К 1970-м годам к приходскому списку присоединились: Campbell, Ferguson, De Grassi, Dieter, Jones, Logan, Hoffman, Brinkley, Seamore, Dorfmont, Stewart.
Соответственно церковно-славянский язык литургии уступил место английскому языку.
При сохранении в составе католической архиепархии Лос-Анджелеса приход поручен заботе мелькитской епархии в Ньютоне, имеющей юрисдикцию на территорию США.